# توماس رادال (رامي رياضي)
 توماس هيد رادال  (9 ديسمبر 1876- 9 أغسطس 1918) كان راميًا رياضيًا بريطانيًا. تنافس في حدث البندقية الحرة 300 متر في دورة الألعاب الأولمبيةالصيفية لعام 1908. قُتل في معركة خلال الحرب العالمية الأولى في فرنسا، بعد أن حصل على رتبة مقدم في مشاة كندا وحصل على وسام الخدمة المتميزة. دُفن في مقبرة الكومنولث العسكرية في مانيتوبا في كايكس، فرنسا، وترك أرملة، إلين، التي كانت مقيمة في هاليفاكس، نوفا سكوشا، كندا. كان ابنه الكاتب الكندي توماس هيد رادال. 